# سيلفيا تورتوسا
سيلفيا تورتوسا (بالإسبانية: Silvia Tortosa)‏ هي مقدمة تلفزيونية وممثلة إسبانية، ولدت في 8 مارس 1947 في برشلونة في إسبانيا.

## أعمال

### أفلام
- قطار الرعب

## وصلات خارجية
- سيلفيا تورتوسا على موقع IMDb (الإنجليزية)
- سيلفيا تورتوسا على موقع ألو سيني (الفرنسية)
- سيلفيا تورتوسا على موقع ميوزك برينز (الإنجليزية)
- سيلفيا تورتوسا على موقع أول موفي (الإنجليزية)
- سيلفيا تورتوسا على موقع قاعدة بيانات الأفلام السويدية (السويدية)
- سيلفيا تورتوسا على موقع ديسكوغز (الإنجليزية)
- سيلفيا تورتوسا على موقع قاعدة بيانات الفيلم (الإنجليزية)
- سيلفيا تورتوسا على موقع كينوبويسك (الروسية)